# Жан I де Шатильон
Жан I де Шатильон (фр. Jean I de Châtillon; ум. 28 июня 1279) — граф Блуа и Шатодёна с 1241, сеньор д’Авен, де Гиз, де Шаторено, де Лёз и де Трелон с 1245/1246, граф Шартра с 1270, старший сын Гуго V (I) де Шатильона, графа де Сен-Поль, и Марии д’Авен, графини Блуа и Шатодёна. 

## Биография
После смерти матери в 1241 году Жан унаследовал её владения — графства Блуа и Шатодён. Однако, судя по всему, до 1248 года графства находились под управлением отца Жана — Гуго I. После смерти в 1245/1246 году Готье II д’Авен, деда Жана по матери, он унаследовал ещё и сеньории д'Авен, Гиз, Шаторено, Лёз и Трелон.
После смерти графа Гуго Жан приступил к самостоятельному правлению. При этом другие владения Гуго получили младшие братья Жана — Ги II получил графство Сен-Поль, а Гоше IV — сеньории Шатильон-сюр-Марн, Креси-ан-Бри и Труаси.
За время своего правления Жан вместе с женой, Алисой Бретонской, осуществил в своих владениях ряд церковных преобразований. В 1256 году в графстве появились францисканцы. В 1271 году Жан основал аббатство Ла Гиш в Шузи. В 1273 году Жан основал якобинские церкви Святого Жака и Святого Оноре.
В 1270 году владения Жана увеличились за счёт графства Шартр, которое до этого находилось под управлением графа Суассона Жана II де Нель, жена которого, Маргарита д’Амбуаз, была двоюродной сестрой Жана I де Шатильон.
В 1270-х годах Жан был назначен генерал-лейтенантом французского королевства. Тогда же он породнился с королём Людовиком IX, выдав замуж свою единственную дочь Жанну за его сына Пьер I, графа Алансона и Перша. 
Жан умер в 1279 году в поместье Шамбор и был похоронен в основанном им же аббатстве Ла Гиш, которому вдова Жана сделала большие пожертвования. Все владения Жана унаследовала Жанна.

## Брак и дети
Жена: с 11 декабря 1254 (контракт) Алиса Бретонская (6 июня 1243 — 2 августа 1288), дочь Жана I, герцога Бретани, и Бланки Наваррской. Дети:
- Жанна де Шатильон (ок. 1260 — 19 или 29 января 1291), графиня Блуа, Шартра и Шатодёна, дама д’Авен, де Гиз, де Шаторено, де Лёз и де Трелон с 1279; муж: с 1272 Пьер I Французский (1251 — 1284), граф Алансона и Перша с 1269